# 德兰 (法国)
德兰（法語：Drain，法語發音：[dʁɛ̃] ⓘ）是法国曼恩-卢瓦尔省的一个旧市镇，属于绍莱区。2015年，德兰和相邻的8个市镇合并为新市镇奥雷当茹（Orée d'Anjou）。

## 地理
德兰（47°20'21"N, 1°12'24"W）面积19.05 平方千米，位于法国卢瓦尔河地区大区曼恩-卢瓦尔省，该省份为法国西部内陆省份，大致对应安茹地区，北起顺时针与马耶讷省、萨尔特省、安德尔-卢瓦尔省、维埃纳省、德塞夫勒省、旺代省、大西洋卢瓦尔省和伊勒-维莱讷省接壤。
与德兰接壤的市镇（或旧市镇、城区）包括：圣热雷翁、昂斯尼、乌东、利雷、圣洛朗德索泰勒、圣索沃尔德朗德蒙。
德兰的时区为UTC+01:00、UTC+02:00（夏令时）。

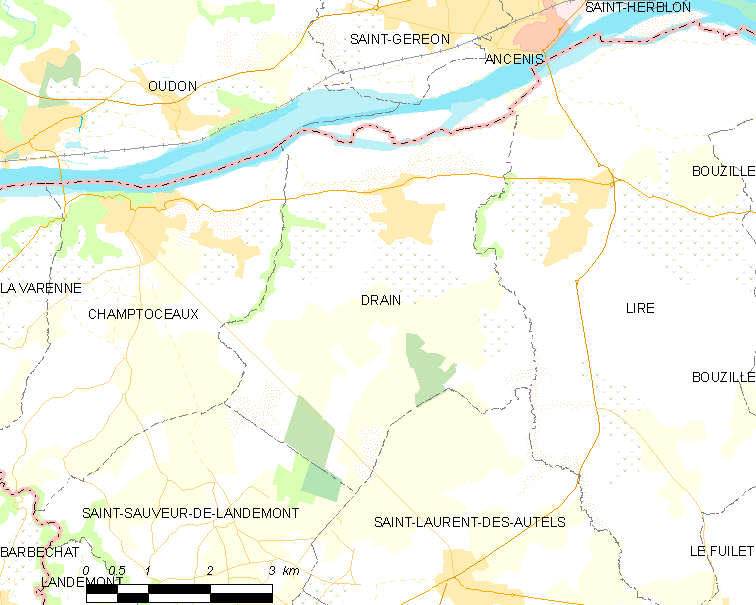
德兰的OSM定位图

## 行政
德兰的邮政编码为49530，INSEE市镇编码为49126。

## 政治
德兰所属的省级选区为卢瓦尔河畔莫日县。

## 人口

1962-2008年间德兰人口变化图示

德兰于2018年1月1日时的人口数量为2125人。